# Slot (elettronica)
Uno slot, in elettronica, indica una tipologia di connettore elettrico utilizzato per collegare elettricamente due circuiti stampati semplicemente mediante operazioni di tipo meccanico (dette alloggiamento) rendendoli quindi facilmente collegabili/scollegabili elettricamente senza nessuna operazione di saldatura/dissaldatura elettrica.
Lo slot permette dunque l'alloggiamento meccanico del circuito stampato destinato ad essere inserito nello slot il quale può anche essere (e spesso lo è) fissato direttamente sul circuito stampato a cui si collega. Esistono molte tipologie di slot, per schede elettroniche sia interne sia esterne.
Gli slot sono caratterizzati per una disposizione in fila (singola o doppia) dei contati elettrici e raccolti da una struttura plastica, in passato è stata utilizzata per alcuni processori, ma poi venne utilizzata quasi esclusivamente per le schede d'espansione (audio, video, porte accessorie, ethernet, ecc).

## Slot per schede interne

### Slot per schede CPU

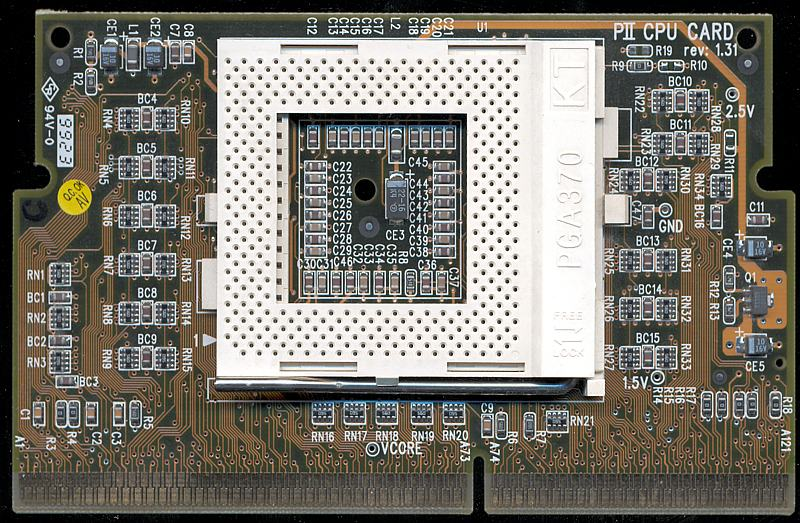
Adattatore da Socket 370 a Slot 1

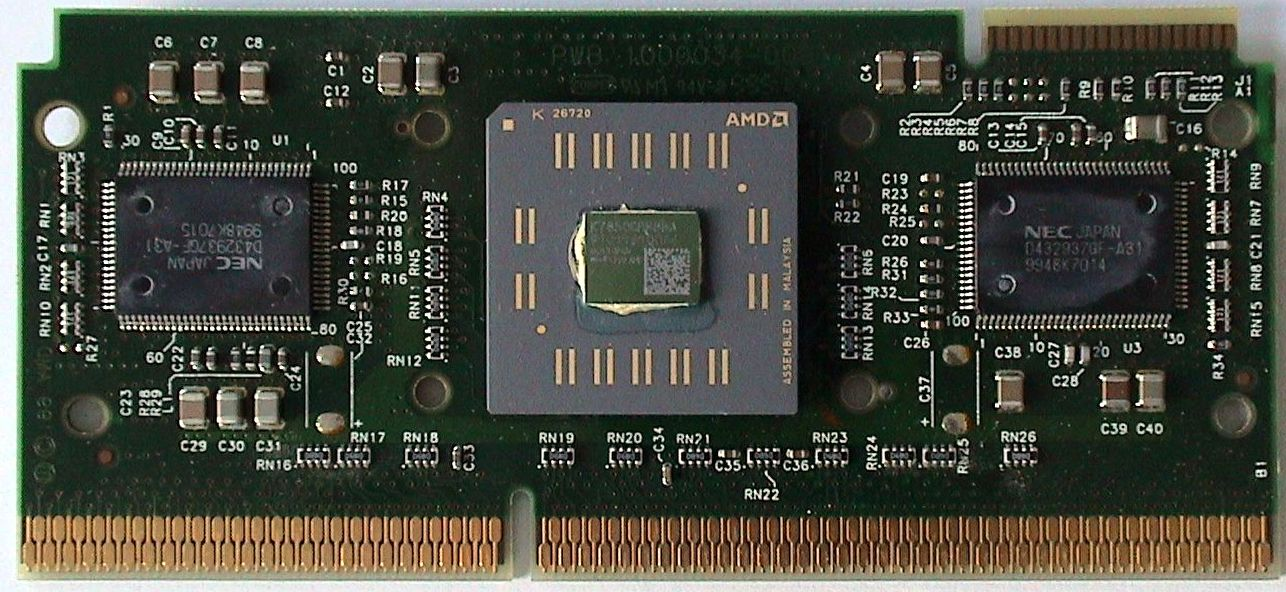
Athlon Classic montato su circuito stampato per Slot A (si noti la cache esterna al processore)

- Slot 1

Ne 1997 Intel decise di utilizzare uno slot per installare la CPU sulla scheda madre (in precedenza la CPU veniva installata direttamente sulla scheda madre attraverso uno zoccolo), slot che chiamò Slot 1. Tale soluzione si rese necessaria a causa dell'impossibilità di implementare nel core della CPU la cache L2. Le controversie riguardo allo Slot 1 sono sempre state molte, fin dall'inizio. Successivamente l'evoluzione dei processi costruttivi rese possibile integrare la cache L2 nel core e lo Slot 1 fu abbandonato in favore di nuovo del socket. Continuando su questo progetto Intel introdusse anche delle versioni Celeron su Slot 1 senza memoria cache L2 integrata, il famigerato core Covington che non ebbe mai molto successo. Successivamente anche il secondo core per Celeron, Mendocino, venne prodotto in versioni per Slot 1. Di seguito sono riportati i processori che hanno fatto uso dello Slot 1:
- processori dal Pentium Pro 150 MHz al Pentium Pro 200 MHz (con adattatore da Socket 370 a Slot 1);
- processori dal Pentium II 233 MHz al Pentium II 300 MHz (core Klamath);
- processori dal Pentium II 266 MHz al Pentium II 450 MHz (core Deschutes);
- processori dal Celeron 266 MHz al Celeron 300 MHz (core Covington);
- processori dal Celeron 300 MHz al Celeron 533 MHz (core Mendocino);
- processori dal Celeron 500 MHz al Celeron 1100 MHz (core Coppermine-128; con adattatore da Socket 370 a Slot 1);
- processori dal Pentium III 450 MHz al Pentium III 600 MHz (core Katmai);
- processori dal Pentium III 533 MHz al Pentium III 1.13 GHz (core Coppermine).
- Slot 2

Lo Slot 2 è una variante dello Slot 1 progettato per i biprocessori della serie Xeon. Di seguito sono riportati i processori che hanno fatto uso dello Slot 2:
- processori dal Pentium II Xeon 400 MHz al Pentium II Xeon 450 MHz (core Drake);
- processori dal Pentium III Xeon 500 MHz al Pentium III Xeon 550 MHz (core Tanner);
- processori dal Pentium III Xeon 600 MHz al Pentium III Xeon 1.0 GHz (core Cascades).
- Slot 3

Lo Slot 3 è una variante dello Slot 1 progettato per i biprocessori della serie Itanium.
- Slot M
- Slot A

Circa un anno dopo il debutto dello Slot 1 dell'Intel, fu presentato il processore Athlon Classic che creò molta meraviglia nel mercato. L'Athlon Classic infatti funzionava con il protocollo Alpha EV6 e offriva numerose innovazioni che il diretto competitore non offriva ma, come i processori Intel suoi concorrenti, anche questo processore AMD non aveva la cache L2 integrata nel core della CPU. L'AMD progettò quindi lo Slot A per installare tale CPU sulle schede madri. Di seguito sono riportati i processori che hanno fatto uso dello Slot A:
- processori dall'Athlon Classic 500 MHz all'Athlon 1000 MHz (core Pluto e Orion);
- processori dall'Athlon Classic 700 MHz all'Athlon 1000 MHz (core Thunderbird).
- Slot B

Lo Slot B è stato utilizzato con processori DEC Alpha della Digital Equipment Corporation.

### Slot per schede video
- Accelerated Graphics Port
- PCI Express

## Slot per schede esterne
- PC Card
- DVB-CI
- External PCI Express
- ExpressCard
- Vari tipi di slot per memory card
- Vari tipi di slot per smart card